# Consiglio degli anziani (Repubblica fiorentina)
Il Consiglio degli anziani è un'istituzione governativa presente in più città nel passato. Era un consiglio formato da un numero ristretto (variante da luogo a luogo) di "anziani", ritenuti saggi, scelti fra le famiglie nobili più potenti della città stessa.
Nella Repubblica di Firenze. Istituita con il governo del primo popolo del 1250 era costituito da 12 membri che, assieme al capitano del popolo, avevano potere di iniziativa legislativa ed esecutivo.
Venivano eletti dalle venti compagnie militari della città che si radicavano sul territorio su base topografica legata alle vecchie parrocchie. Accanto ad essi esisteva un altro consiglio di 24 membri composti dai consoli delle Arti di Firenze.
Queste tre istituzioni (Capitano e due consigli) erano affiancate poi da un podestà e altri due consigli podestarili, i quali avevano il potere di ratificare le leggi emanate dagli organi del Popolo.